# Ahmad al-Wattasi
Abu al-Abbas Ahmad ibn Muhammad, död 1549, var regerande sultan av Marocko mellan 1526 och 1545, och 1547–1549. Han tillhörde wattasidernas dynasti.